# Lance-grenades RGP-40
Le RGP-40 (le sigle signifie « Lance-Grenade type revolver de 40 mm ») est un lance-grenades à six coups conçu et produit par WAT et OBR SM Tarnów pour les forces armées polonaises. Son design est fortement influencé par le M32 MGL.

## Historique
Le premier prototype a été créé en 2008 et a été révélé lors de l’exposition MSPO 2008 à Kielce. L’arme est visuellement similaire au Milkor MGL sud-africain, en particulier à la variante M32 MGL. Sa conception finale de production de masse peut être différente du prototype proposé. Il est prévu de remplacer la crosse par une crosse télescopique propriétaire spécifique au lance-grenades, entre autres choses utilisées dans le prototype pour améliorer l’ergonomie et la fonctionnalité.
Selon les plans, le principal destinataire du RGP-40 serait les forces armées polonaises, qui, selon les estimations, auraient besoin d’environ 500 lance-grenades à tirs multiples. D’autres acheteurs potentiels de cette arme peuvent également être la police, l’administration pénitentiaire et d’autres forces d’application de la loi qui ont besoin d’armes à haute puissance de feu capables de tirer des gaz lacrymogènes et des munitions non létales.

## Conception
Le RGP-40 est un lance-grenades de 40 mm tiré à l’épaule avec un barillet de style revolver à six coups, capable d’accepter la plupart des grenades de 40 × 46 mm. Le barillet tourne automatiquement de 60 degrés à chaque tir, mais il doit être remonté après chaque rechargement.
L’élément principal de l’arme est le cadre auquel est attaché un barillet de style revolver. Pendant le tir, le barillet est tourné de 60 degrés par les ressorts actionnés lors du chargement des grenades dans l’arme.
Le barillet est capable de contenir 6 coups. Les chambres ont une longueur de 140 mm, ce qui permet d’utiliser à la fois des munitions de combat et des cartouches spéciales plus longues. Avant de charger les grenades, le barillet doit être tourné vers la gauche ou la droite (le barillet est de type oscillant).
Le RGP-40 utilise une détente à double action. Pour éviter tout tir accidentel, il y a un sélecteur de sécurité ambidextre au sommet de la poignée-pistolet. Le RGP-40 est équipé d’un rail Picatinny sur le dessus du barillet et de trois rails entourant le canon. Il est également équipé d’une crosse télescopique qui peut être tournée verticalement pour une meilleure maniabilité de l’arme.

## Utilisateurs
- Pologne
- Ukraine : Don de la Pologne en raison de la crise diplomatique russo-ukrainienne de 2021-2022[3],[4].